# Squamipalpis
Squamipalpis é um gênero de traça pertencente à família Arctiidae.